# Терес II
Вижте пояснителната страница за други личности с името Терез.
Терез II (на старогръцки: Τήρης, Terez II) е цар на Одриското царство в Средна Тракия от 351 до 342 пр.н.е.
Той наследява на трона баща си Амадок II (359 – 351 пр.н.е.). Неговият дядо е Амадок I (410 – 390 пр.н.е.). По време на неговото управление македонският цар Филип II Македонски заплашва региона.